# Pat the Bunny
Pat the Bunny ist ein Kinderbuchklassiker der US-amerikanischen Kinderbuchautorin und Illustratorin Dorothy Kunhardt. Das Bilderbuch ist eines der allerersten Fühlbücher, das 1940 beim Verlag Golden Books veröffentlicht wurde.

## Inhalt
Die beiden Kinder Judy und Paul zeigen jeweils auf der linken Hälfte einer Doppelseite, was kleine Kinder gerne machen bzw. schon können: Einen Hasen streicheln, „Kuckuck“ spielen, Papas kratzige Bartstoppeln fühlen, einen Finger durch Mamas Ring stecken, in einem Buch blättern, in einen Spiegel blicken oder an Blumen riechen. All diese Dinge können auf der rechten Hälfte tatsächlich interaktiv von den Lesern nachgemacht werden: Haptische Elemente wie ein kleines Fell, ein Tüchlein, ein Spiegel, ein Mini-Buch im Buch, Schleifpapier, Duftblumen oder ein rundes Loch regen zum Anfassen, Fühlen, Riechen und Aufklappen an.

## Hintergrund
Ende der 1930er Jahre suchte Dorothy Kunhardt nach einem Weg, interaktive Elemente in das Buch einzubauen, das sie für ihre Tochter Edith geschrieben hatte. Das Ergebnis wurde zu einem Meilenstein unter den Büchern für die Kleinsten und zählt zu den absoluten Kinderbuchklassikern in den USA. Auf Grund des Potentials für taktiles Lernen ist es zudem ein wertvolles Buch speziell für Kinder mit Sehbehinderungen.
In einer Zeit, als Kinderbücher noch nicht mit blinkenden Lichtern, Sound und anderen Attraktionen ausgestattet waren, also Spielzeug und Buch in einem, war Pat the Bunny – mit seinem Kaninchen aus weichem weißem Stoff und Schleifpapier auf der bartstoppeligen Wange des Vaters – eine echte Sensation.

## Besonderheiten
Tochter Edith Kunhardt Davis veröffentlichte Jahrzehnte später Fortsetzungsgeschichten: Pat the Cat (1984), Pat the Puppy (1991) und Pat the Pony (1997).

## Referenzen
Pat the Bunny ist in dem literarischen Nachschlagewerk 1001 Kinder- und Jugendbücher – Lies uns, bevor Du erwachsen bist! für die Altersstufe 0–3 Jahre enthalten.

## Ausgaben
- Dorothy Kunhardt: Pat the Bunny. Golden Books, USA 1940 (librarything.com).